# Cum a furat Grinch Crăciunul!
Cum a furat Grinch Crăciunul! (în engleză How the Grinch Stole Christmas!) este o carte pentru copii despre Crăciun, scrisă de Theodor „Dr. Seuss” Geisel, în versuri rimate și cu ilustrații realizate chiar de autor. Povestea îl urmărește pe Grinch, o creatură morocănoasă și solitară, care încearcă să saboteze sărbătorile locuitorilor din Whoville, furând cadouri și decorațiuni de Crăciun din casele acestora în ajunul Crăciunului. În mod miraculos, Grinch își dă seama că adevărata semnificație a Crăciunului nu constă doar în bani și cadouri.
Cartea a fost publicată de editura Random House în 1957 și, în aceeași perioadă, a apărut și în revista Redbook. Aceasta critică comercializarea Crăciunului și a întregii perioade de sărbători.
Cartea a fost adaptată de nenumărate ori, prima dată sub forma unui film de animație pentru televiziune în 1966, narat de Boris Karloff, care a dat și vocea lui Grinch. În 1977, a fost difuzat un prequel de Halloween, Halloween Is Grinch Night, cu vocea lui Grinch interpretată de Hans Conried. Acestea au fost urmate de un film de lungmetraj live-action din 2000 cu Jim Carrey în rolul principal, un musical din 2007, intitulat Grinch din 2018 cu Benedict Cumberbatch, o adaptare televizată a musicalului din 2020 cu Matthew Morrison, o parodie slasher de groază neautorizată din 2022 cu David Howard Thornton și un podcast Wondery din 2023 cu James Austin Johnson.

## Rezumat
Grinch este o ființă morocănoasă și solitară, cu o inimă „de două ori prea mică”, care trăiește pe un munte deasupra orașului Whoville, casa celor din tribul Who. După ce a fost deranjat ani la rând de zgomotoasele sărbători de Crăciun din Whoville, Grinch hotărăște să oprească venirea Crăciunului. Se deghizează în Moș Crăciun și călătorește în Whoville cu o sanie trasă de câinele său, Max. Strecurându-se pe coșul primei case din centrul orașului, Grinch fură toate cadourile, mâncarea pentru festin și chiar bradul de Crăciun. Este pentru scurt timp întrerupt de Cindy-Lou Who, o fetiță mică din Whoville, dar își inventează o minciună abilă pentru a o trimite acasă.
După ce face același lucru și în alte case ale celor din Whoville, Grinch își ia sania și urcă pe vârful muntelui Crumpit, pregătindu-se să arunce toate lucrurile furate într-o prăpastie. Când dimineața sosește, se așteaptă să audă plânsetele celor din Whoville, dar este surprins să-i audă cântând cu bucurie un cântec de Crăciun. După multă gândire, Grinch își dă seama că Crăciunul înseamnă „puțin mai mult” decât doar cadouri și festin, iar inima lui crește de trei ori. Grinch-ul transformat se întoarce în Whoville cu cadourile și mâncarea furate și este invitat la masa lor de Crăciun. I se dă onoarea de a tăia friptura și îi dă lui Max prima felie.

## Context și istoric al publicării

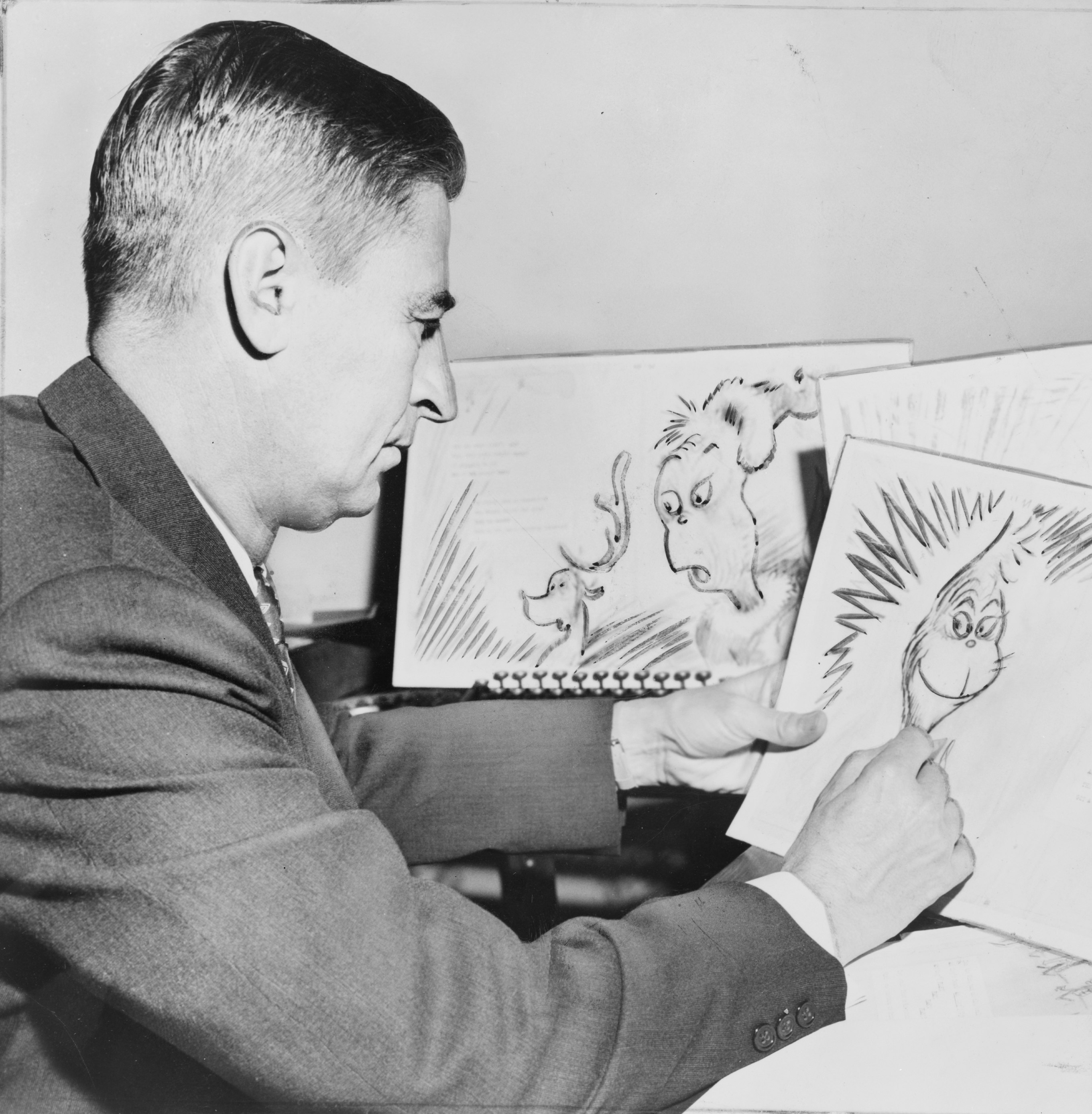
Dr. Seuss, în plin proces de creație a cărții Cum a furat Grinch Crăciunul! în anul 1957.

Grinch a apărut pentru prima dată într-un poem ilustrat de 33 de versuri, scris de Dr. Seuss și intitulat The Hoobub and the Grinch, care a fost publicat inițial în ediția din mai 1955 a revistei Redbook. Dr. Seuss a început să lucreze la Cum a furat Grinch Crăciunul! câțiva ani mai târziu, la începutul anului 1957. Tocmai terminase Pisica în pălărie și era în plin proces de înființare a colecției Beginner Books împreună cu Phyllis și Bennett Cerf, dar și cu soția sa, Helen Palmer Geisel. Helen, care se confrunta cu probleme de sănătate și suferise un mic accident vascular cerebral în aprilie 1957, a continuat să-i fie editor neoficial, așa cum făcuse și cu cărțile sale anterioare.
Dr. Seuss a susținut că el însuși a fost inspirația pentru personaj, deoarece problemele de sănătate ale soției sale și nemulțumirea față de comercializarea Crăciunului l-au făcut să se simtă „foarte Grinch” atunci când s-a privit în oglindă, pe 26 decembrie, într-un an.

Dr. Seuss a scris cartea rapid și a reușit să o termine în mare parte în doar câteva săptămâni. Biografii Judith și Neil Morgan au menționat că aceasta a fost cea mai ușor de scris carte din cariera sa, cu excepția finalului. Potrivit lui Dr. Seuss:
„M-am blocat încercând să-l scot pe Grinch din încurcătură. Ajunsesem într-o situație în care sunam ca un predicator de mâna a doua sau ca o banalitate biblică... În cele din urmă, din disperare... fără a face vreo afirmație, i-am arătat pe Grinch și pe Whos împreună la masă și am făcut un joc de cuvinte despre Grinch care taie 'friptura de vânat'. ... Am trecut prin mii de opțiuni religioase și, după trei luni, a ieșit așa.”
Până la mijlocul lunii mai 1957, cartea era finalizată și trimisă la birourile editurii Random House din New York. În iunie, Dr. Seuss și Helen au făcut o vacanță de o lună în Hawaii, unde el a verificat și aprobat corecturile cărții. Cartea a fost lansată în decembrie, atât sub formă de carte publicată de Random House, cât și într-o ediție a revistei Redbook. Dr. Seuss a dedicat cartea lui Theodor „Teddy” Owens, fiul de un an al nepoatei sale, Peggy Owens.
Până în 2005, cartea fusese tradusă în nouă limbi, inclusiv latină ca Quomodo Invidiosulus Nomine Grinchus Christi Natalem Abrogaverit . Traducerea a fost publicată în octombrie 1998 de către Bolchazy-Carducci Publishers Inc.

## Recepție
M. S. Libby, în recenzia sa din New York Herald Tribune, a comparat favorabil cartea cu lucrările anterioare ale lui Dr. Seuss: „Genialitatea sa unică și originală în linii și cuvinte rămâne constantă, dar variațiile bogate pe care le aduce temelor sale sunt mereu proaspete și amuzante.”. Revista Kirkus Reviews a scris: „Copiii vor fi în extaz datorită veseliei nebunești din prima carte a lui Dr. Seuss despre un răufăcător.” Recenzentul a numit Grinch „fără îndoială cel mai bun personaj negativ de Crăciun de la Scrooge încoace.” Ellen Lewis Buell, în recenzia sa din The New York Times, a lăudat modul în care cartea abordează morala, precum și ilustrațiile și versurile sale. Ea a scris:
„Chiar dacă preferați să-l citiți pe Dr. Seuss într-o dispoziție pur jucăușă, trebuie să recunoașteți că, atunci când există o morală de transmis, nimeni nu o face mai vesel. Cititorul este purtat de-a lungul rimelor efervescente și ale imaginilor ciudate și amuzante, până când simte o ușurare când Grinch se reformează și, asemenea acestuia, se umple de sentimente bune.”
Recenzia din revista The Saturday Review of Literature afirma: „Inimitabilul Dr. Seuss a obținut un nou succes cu această carte ilustrată... Versurile sunt la fel de vii, iar paginile sunt la fel de luminoase și colorate cum și-ar dori oricine.” Recenzentul a sugerat că părinții și frații mai mari care citesc cartea copiilor mici vor aprecia atât morala, cât și umorul acesteia. Charlotte Jackson, de la San Francisco Chronicle, a numit cartea „o fantezie minunată, în stilul autentic al lui Dr. Seuss, cu imagini în culorile Crăciunului.”

## Analiză
Unii autori, inclusiv Dr. Seuss, au stabilit o legătură între Grinch și autorul însuși. În poveste, Grinch se plânge că a fost nevoit să suporte sărbătorile de Crăciun ale Whos-urilor timp de 53 de ani. Așa cum subliniază atât Thomas Fensch, , autor și biograf al lui Dr. Seuss, cât și Charles Cohen, , critic literar și specialist în lucrările lui Dr. Seuss, Dr. Seuss avea 53 de ani când a scris și publicat cartea. Dr. Seuss a confirmat această legătură într-un articol din ediția din decembrie 1957 a revistei Redbook: „Mă spălam pe dinți în dimineața zilei de 26 decembrie, când am observat o expresie foarte 'Grinch-iană' în oglindă. Era Seuss! Așa că am scris despre prietenul meu morocănos, Grinch, pentru a vedea dacă aș putea regăsi ceva despre Crăciun pe care, evident, îl pierdusem.” Fiica vitregă a lui Seuss, Lark Dimond-Cates, a declarat într-un discurs din 2003: „Întotdeauna am crezut că Pisica... era Ted în zilele sale bune, iar Grinch era Ted în zilele sale rele.” Cohen menționează că Seuss conducea o mașină cu număr de înmatriculare care spunea „GRINCH”.
Thomas Fensch subliniază faptul că Grinch este primul adult și primul răufăcător care devine personaj principal într-o carte de Dr. Seuss. 

## Adaptări
Cartea a fost adaptată în diverse forme de media, inclusiv pe scenă și pe ecran. În 1966, Chuck Jones și Ben Washam au transformat povestea într-un special de televiziune animat, cu nararea realizată de Boris Karloff, care a dat și vocea personajului Grinch. Thurl Ravenscroft a interpretat melodia „You're A Mean One, Mr. Grinch⁠(d)”, cu versuri scrise chiar de Dr. Seuss. Un prequel, Halloween Is Grinch Night, a fost difuzat pe ABC pe 28 octombrie 1977. Hans Conried a împrumutat vocea lui Grinch și a naratorului, întrucât Boris Karloff murise în 1969. Un alt special de tip crossover, The Grinch Grinches the Cat in the Hat, a fost difuzat pe ABC pe 20 mai 1982. În 2000, cartea a fost adaptată într-un film live-action, regizat de Ron Howard, cu Jim Carrey în rolul principal al lui Grinch. Illumination Entertainment a realizat și un film animat 3D, Grinch,  regizat de Yarrow Cheney și Scott Mosier, cu Benedict Cumberbatch în rolul Grinch. Lansarea inițială a fost programată pentru 10 noiembrie 2017, dar a fost amânată pentru 9 noiembrie 2018. În 2022, cartea a fost transformată într-un film de groază, regizat de Steven LaMorte, cu David Howard Thornton în rolul lui Grinch.
Mai multe înregistrări audio și adaptări audiovizuale ale cărții au fost realizate. În 1975, Zero Mostel a narat o înregistrare LP a poveștii. În 1992, Random House Home Video a lansat o versiune animată actualizată, narată de Walter Matthau, care includea și povestea If I Ran The Zoo. În 2009, a fost lansată o versiune interactivă a cărții pentru iPhone. În 2000, Rik Mayall a citit cartea pe CD-ul audio The Dr. Seuss Collection, care includea patru dintre lucrările autorului. În 2023, Wondery a lansat un podcast inspirat de carte, găzduit de James Austin Johnson.
O versiune muzicală a fost produsă în 2007 de Old Globe Theatre din San Diego. De asemenea, a fost prezentată pe Broadway și într-un turneu limitat în Statele Unite în 2008. Turneul nord-american a început în toamna anului 2010 și a continuat să fie realizat în fiecare toamnă de atunci. Cartea a fost adaptată într-o piesă muzicală de 13 minute, interpretată de Orchestra Boston Pops, aranjată de Danny Troob, cu basistul Reid Burton și actorul Will LeBow narând-o pe CD-ul A Boston Pops Christmas – Live from Symphony Hall with Keith Lockhart, lansat în 2013.

## Impact cultural
Conform unui sondaj online realizat în 2007, Asociația Națională pentru Educație (National Education Association) a inclus cartea în „Top 100 de cărți pentru copii recomandate de profesori”. În 2012, cartea a ocupat locul 61 în clasamentul „Top 100 de cărți ilustrate” într-un sondaj publicat de School Library Journal – fiind a patra dintre cele cinci cărți scrise de Dr. Seuss incluse în listă. 
Personajele principale ale cărții au apărut și în alte creații. Grinch apare în specialele animate Halloween Is Grinch Night și The Grinch Grinches the Cat in the Hat. Max, câinele lui Grinch, și Grinch însuși sunt și personaje în spectacolul de păpuși pentru copii The Wubbulous World of Dr. Seuss. De asemenea, Grinch, Cindy-Lou Who și Max sunt personaje în musicalul Seussical, care își bazează povestea pe mai multe lucrări ale lui Dr. Seuss.
De la publicarea cărții, termenul „grinch” a intrat în lexicul popular, fiind folosit ca substantiv informal ce desemnează o persoană care „strică bucuria” sau „își asumă rolul de morocănos”.

### Continuare
O continuare intitulată Cum a pierdut Grinch Crăciunul! a fost lansată pe 5 septembrie 2023, publicată de Random House Children's Books. Cartea este scrisă de Alastair Heim și ilustrată de Aristides Ruiz.